# بوفيلاس ليموناس
بوفيلاس ليموناس (16 نوفمبر 1987 بماريامبوله في ليتوانيا - ) هو لاعب كرة قدم ليتواني في مركز الدفاع. شارك مع منتخب ليتوانيا لكرة القدم. أما مع النوادي، فقد لعب مع نادي سودوفا ماريامبوله وويدزي لودز وياغيلونيا بياويستوك وGKS Katowice ‏.

## وصلات خارجية
- بوفيلاس ليموناس على موقع الاتحاد الأوربي (الإنجليزية)
- بوفيلاس ليموناس على موقع قاعدة بيانات كرة القدم.إي يو (الإنجليزية)
- بوفيلاس ليموناس على موقع ناشيونال فوتبول تيمز (الإنجليزية)
- بوفيلاس ليموناس على موقع Soccerway.com (الإنجليزية)